# Mouriri barinensis
Mouriri barinensis là một loài thực vật có hoa trong họ Mua. Loài này được (Morley) Morley mô tả khoa học đầu tiên năm 1973.